# اوگوست اوئل
اوگوست اوئل (فرانسوی: Auguste Hoël‎; ۱۷ ژوئیهٔ ۱۸۹۰ – ۶ ژانویهٔ ۱۹۶۷) ژیمناست هنری اهل فرانسه بود.